# Pyura haustor
Pyura haustor är en sjöpungsart som först beskrevs av William Stimpson 1864.  Pyura haustor ingår i släktet Pyura och familjen lädermantlade sjöpungar. Inga underarter finns listade i Catalogue of Life.